# Denitrificazione delle acque reflue
La denitrificazione delle acque reflue è un processo di rimozione dei composti dell'azoto presenti in soluzione sotto forma di NO3- (e in parte di NO2-) ad opera di batteri eterotrofi facoltativi che, se posti in condizioni di anossia (cioè in assenza di ossigeno disciolto), sono in grado di ossidare il substrato carbonioso organico, utilizzando l'ossigeno legato ai nitrati NO3-  invece dell'ossigeno libero O2, e liberando azoto gassoso come catabolita.
Il processo di denitrificazione si deve svolgere in condizioni rigorosamente anossiche, almeno nel microambiente circostante i batteri.
A differenza dei batteri nitrificanti che sono rappresentati principalmente da due soli ceppi batterici, i denitrificanti sono di diversi tipi: Pseudomonas, Micrococcus, Archromobacter, Bacillus, Alcaligens; questi tipi di batteri sono in grado di attuare una conversione completa di NO3-  a N2 (intermedi di reazione sono i nitriti NO2-).
La denitrificazione, insieme alla nitrificazione, consente di ottenere buone rese complessive di rimozione dei composti azotati (l'azoto e il fosforo sono nutrienti che, in quantità eccessive, possono provocare carenze di ossigeno nei corpi idrici superficiali, portando alla cosiddetta eutrofizzazione).

## Tipologia di impianto
La sezione impiantistica nella quale avviene il processo è in genere una vasca a forma quadrata e divisa in due parti uguali, comunicanti tra loro solo superficialmente, che consentono di dare continuità al trattamento anche qualora vi sia la necessità di svuotare una vasca per interventi di manutenzione. 
La vasca è anossica, quindi priva di ossigeno disciolto e di aerazione, riceve il flusso di liquame nitrificato.

## Applicazioni
Impianti di depurazione biologica di acque reflue.
L'agricoltura e la selvicoltura sono le principali attività responsabili dei rilasci di ammoniaca (NH3), da esse deriva infatti circa il 70% delle emissioni totali di tali inquinanti. 
Le emissioni di ammoniaca provenienti dall'agricoltura contribuiscono in maniera decisiva, mediante fenomeni quali l'acidificazione, l'eutrofizzazione ed il dilavamento dell'azoto, all'inquinamento eccessivo e su larga scala di ambienti sensibili.